# Temple de Duladeo
Le temple de Duladeo ou Dulhadeo - (Devanagari: दुलादेव मंदिर) - est un temple hindou situé à Khajurâho dans l'état du Madhya Pradesh, en Inde. Il est dédié à Shiva vénéré sous la forme d'un lingam dans le sanctuaire.
Le temple est situé au bord de la rivière Khodar à 5 km au Sud du village de Khajurâho près d'une enceinte Jaïn.
L'édifice fait partie du groupe situé au Sud du site du patrimoine mondial de l'UNESCO au titre de l'Ensemble monumental de Khajurâho.

## Histoire

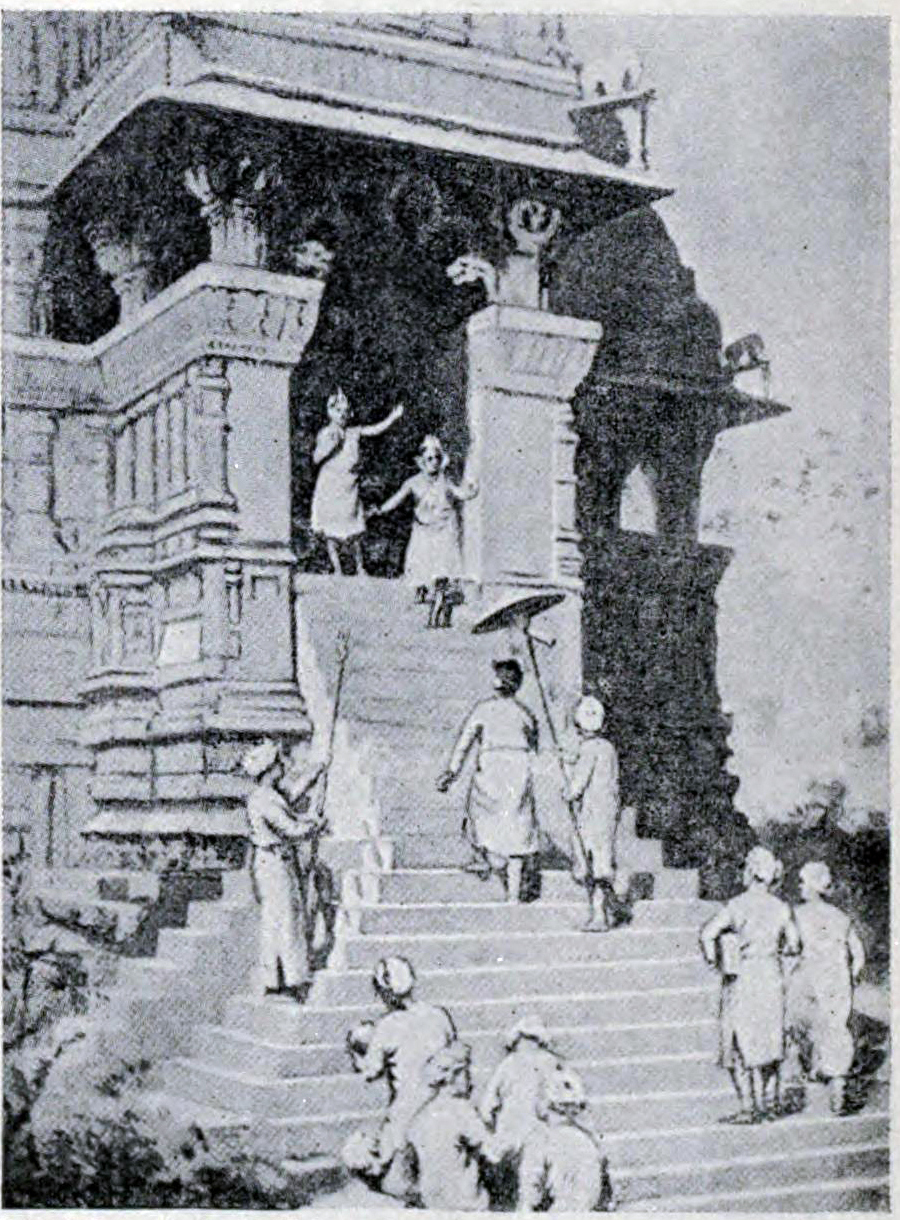
Œuvre d'un artiste du XIX représentant la visite au temple du roi Kirttivarman au XI.

Le temple Duladeo est l'un des 22 temples dédié à Shiva, parmi les 87 érigés par les dirigeants Chandela autour du petit village de Khajurâho.
Duladéo signifie Saint Époux mais le temple est également connu comme Kunwar Math. Sa date de construction est 1125. C'est le dernier des temples construits pendant la période Chandela, il aurait été édifié sous le règne de Madanavarman (1128-1165).

## Description

### Architecture

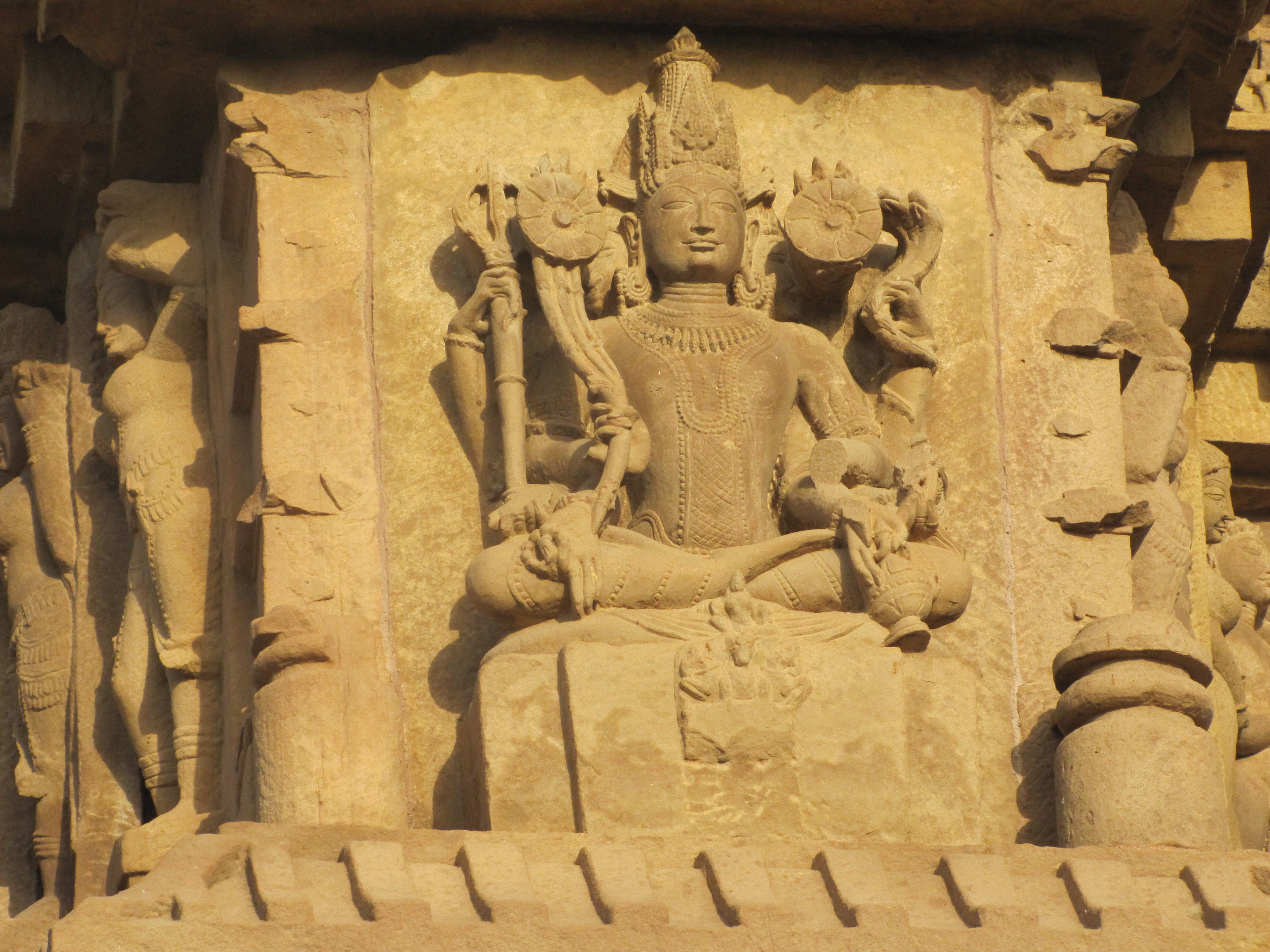
Shiva sur un mur extérieur.

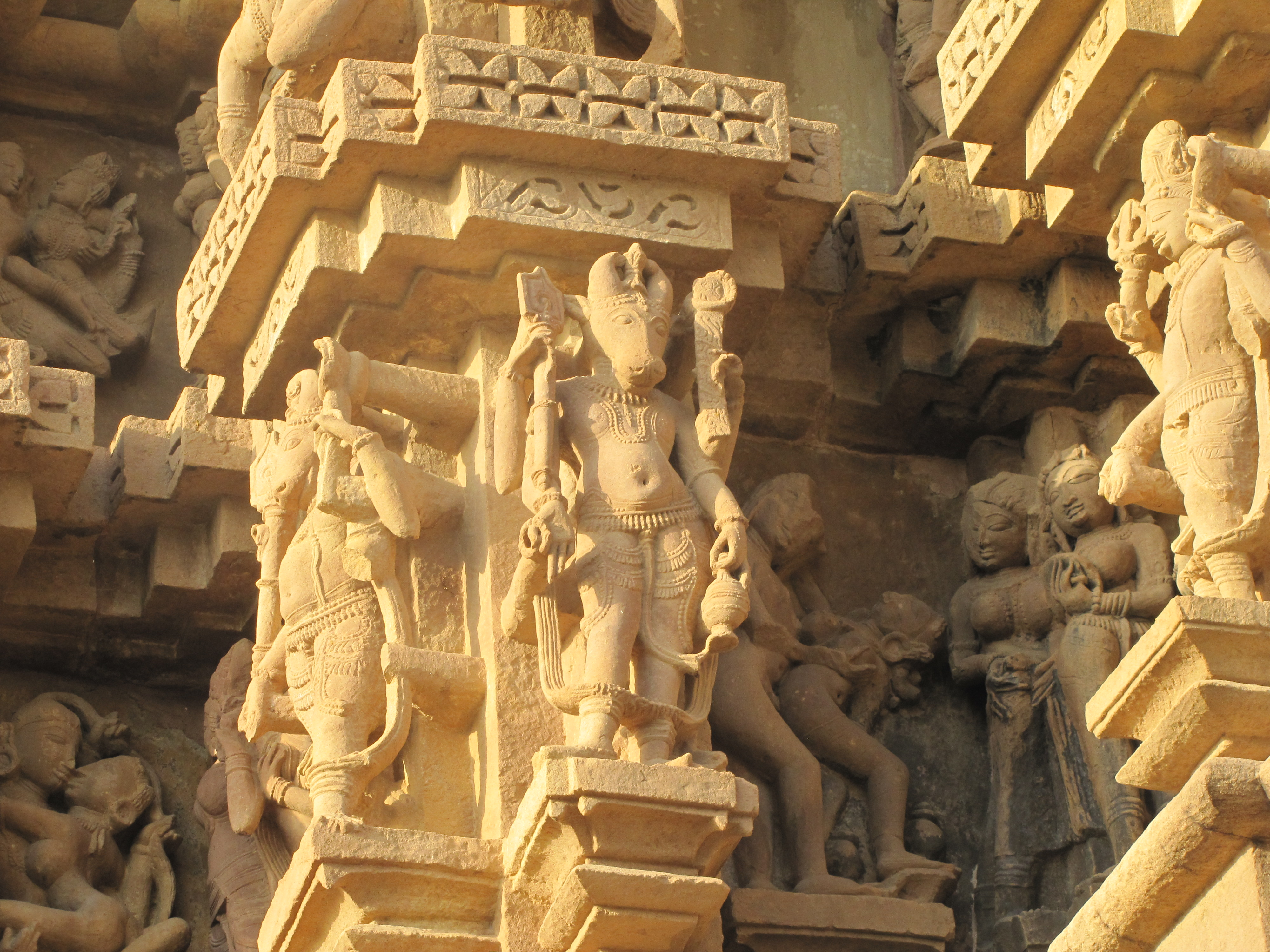
Nandi, devas et sculptures érotiques.

Le temple est érigé selon une structure appelée nirandhara c'est-à-dire sans cheminement ambulatoire autour du sanctuaire. Il est constitué du sanctuaire principal (maha-mandapa) avec des transepts latéraux servant de sanctuaires annexes, d'un vestibule et d'un porche d'entrée.
L'absence de passage ambulatoire est probablement dû au fait qu'il est le dernier temple construit pendant le règne des Chandelas, quand la période majeure de leur phase de construction était révolue.
La toiture du sanctuaire, la shikhara est précédée de trois rangées de shikharas mineures. A part cette originalité, ses caractéristiques sont identiques à celles adoptées pour les autres temples de Khajurâho. La base surélevée du temple est richement décorée dans le style architectural nagara, il évoque le mont Kailash - endroit sacré pour les hindous et les jaïns - car c'est la demeure de Shiva.

### Sculpture
Les personnages sculptés sur le temple ont des expressions douces contrairement à d'autres temples et présentent surtout des apsara dans des postures érotiques.
Ces sculptures ont une forte identité avec celles trouvées parmi les ruines du temple dans Jamsor près de Kanpur dans l'Uttar Pradesh. De cette similitude, on a déduit qu'aux deux endroits c'était le travail des mêmes sculpteurs et qu'ils avaient œuvré à la même période sous le règne de Kirttivarman, soit 1060-1100, ce qui correspond aux évaluations de l'ASI, basées sur la paléographie et le modèle architectural.
D'une inscription découverte à plusieurs endroits dans le temple, on a déduit que le sculpteur ou l'architecte en chef était un dénommé Vasala.
Le sanctuaire principal est très grand et octogonal. Son plafond est élégamment décorés d'apsaras. Il y a vingt niches sculptées avec une, deux ou trois apsaras côte à côte dans chacune, les niches étant disposées dans un encorbellement circulaire du plafond.
Les bandeaux supérieurs de la façade présentent des êtres surnaturels les vidyadhara rendus de manière très expressives, d'assez rares couples d'amoureux, des divinités mineures et de jolies divinités fluviales sous leurs ombrelles.
La qualité des sculptures a fait dire que les artistes de l'époque avaient produits au temple de Duladeo les derniers feux de la maîtrise architecturale et sculpturale de Khajurâho. Par contre, selon d'autres experts, les formes seraient plus rigides et stéréotypées montrant par là que la vague créative, pendant laquelle les temples antérieurs ont été construits, était alors oubliée.
L'une des sculptures les plus remarquables est celle d'une danseuse céleste placée dans le passage intérieur du temple entre des contreforts. Elle est ornée d'un collier et ses mains semble lancer un dé.
Comme au temple Jamsor, on trouve des ornementations de manguiers et de fruits, symboles de fertilité. Chaque visage d'être céleste est bien détaillé, mais présente un double menton et des sourcils fortement arqués. Tous sont richement vêtus et parés. Un Deva porte un long collier de forme rectangulaire. On trouve aussi la trinité de Sūrya, Brahmā et Shiva.
Une figure de Shiva est sculptée sur le linteau à l'entrée du garbha-griha. Le lingam central du sanctuaire est une copie, l'original ayant disparu. La caractéristique unique de ce lingam est qu'il y a 999 lingam gravés tout autour à sa surface. Ainsi, le fait de tourner une seule fois autour du lingam équivaudrait - sur le plan religieux - à effectuer dans le déambulatoire un millier de circumambulations.
Un culte à ce lingam est encore célébré par la population locale.
Lorsque les Britanniques découvrirent le site, ce temple était délabré et en partie ruiné. Le toit du sanctuaire a été restauré tout comme les murs latéraux et les colonnes. Les parties restaurées se distinguent par la couleur plus claire de la pierre et parce qu'elles ne sont ni sculptées, ni décorées.

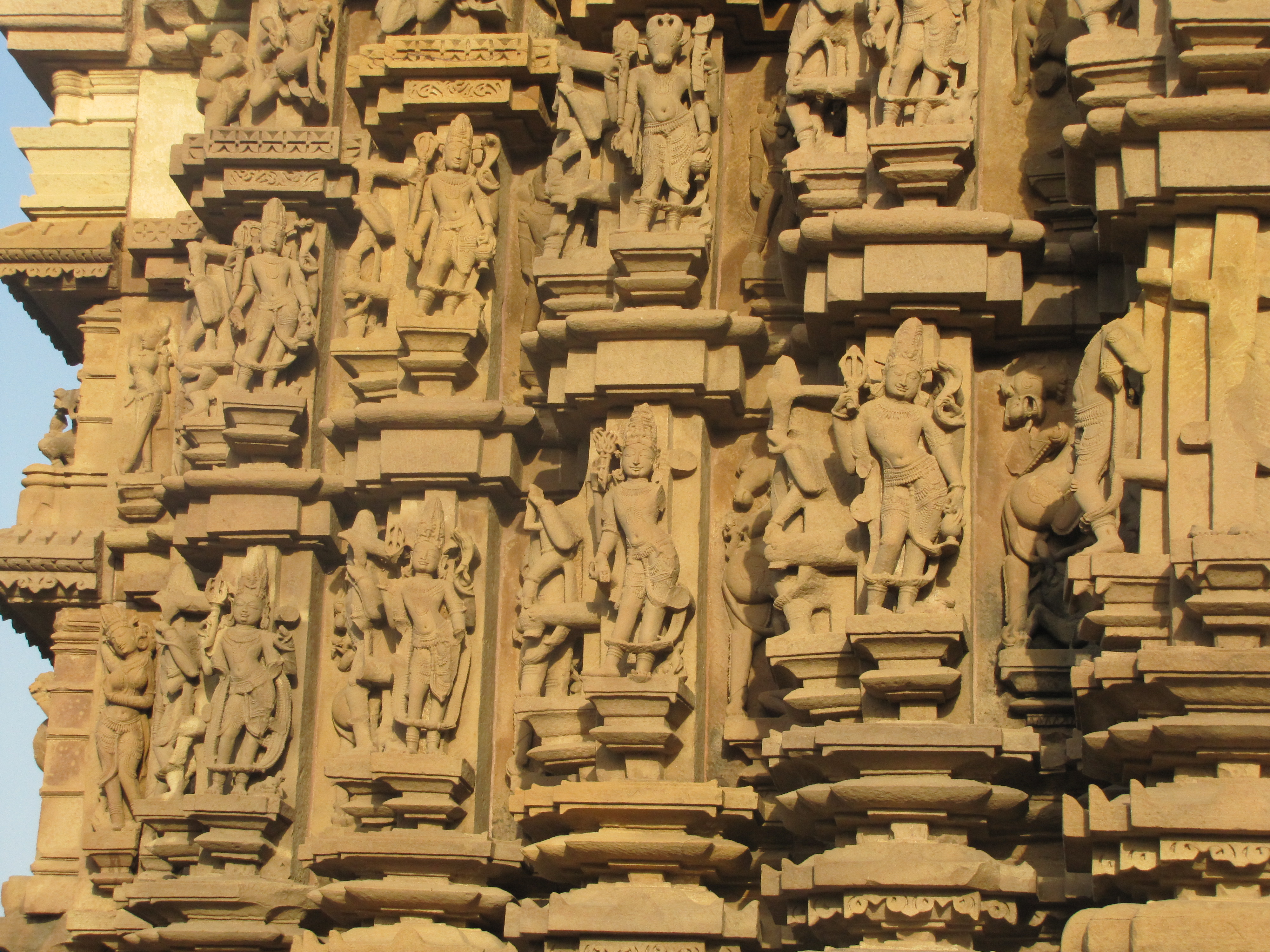
Nandi et Shiva.
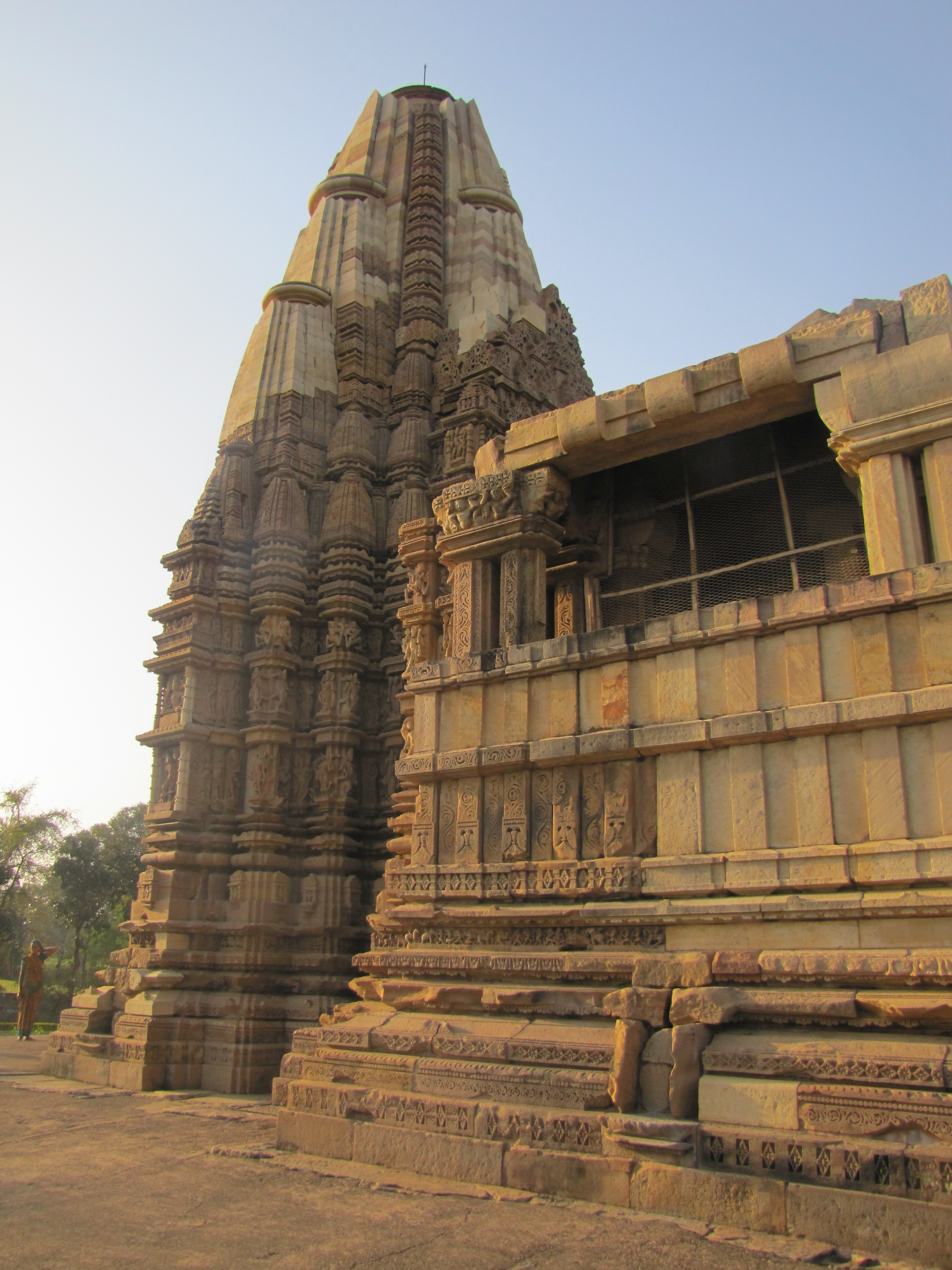
Gros plan sur des parties restaurées.
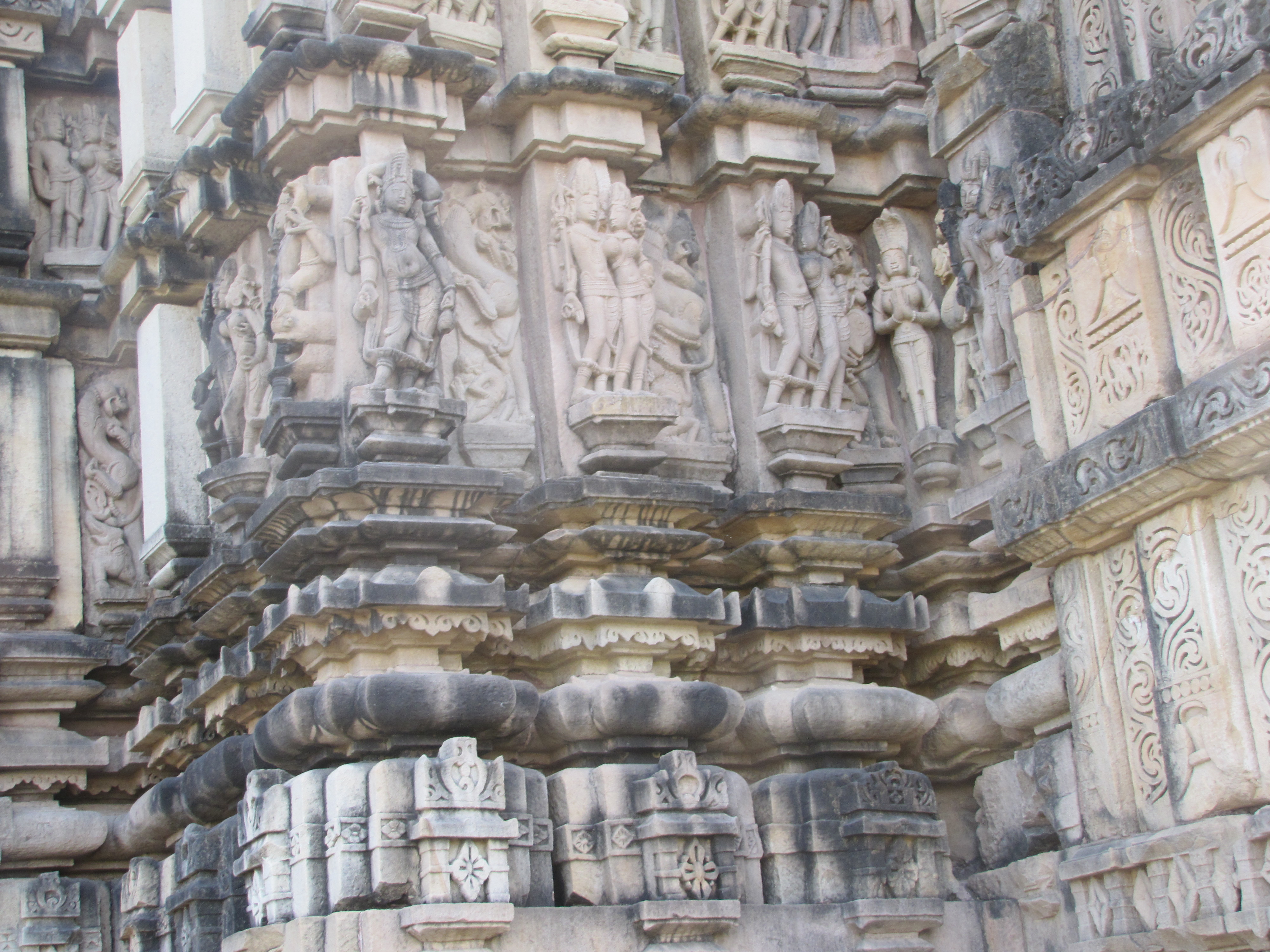
Shiva et Parvati.